# Волкотт (Коннектикут)
Волкотт (англ. Wolcott) — місто (англ. town) в США, в окрузі Нью-Гейвен штату Коннектикут. Населення — 16 142 особи (2020).

## Демографія
Згідно з переписом 2010 року, у місті мешкало 16 680 осіб у 6007 домогосподарствах у складі 4557 родин. Було 6276 помешкань
Расовий склад населення:
| - 94,5 % — білих - 1,8 % — чорних або афроамериканців - 1,3 % — азіатів - 0,2 % — корінних американців |

До двох чи більше рас належало 1,5 %. Частка іспаномовних становила 3,7 % від усіх жителів.
За віковим діапазоном населення розподілялося таким чином: 23,4 % — особи молодші 18 років, 61,4 % — особи у віці 18—64 років, 15,2 % — особи у віці 65 років та старші. Медіана віку мешканця становила 42,7 року. На 100 осіб жіночої статі у місті припадало 93,8 чоловіків;  на 100 жінок у віці від 18 років та старших — 90,8 чоловіків також старших 18 років.
Середній дохід на одне домашнє господарство  становив 97 772 долари США (медіана — 87 045), а середній дохід на одну сім'ю — 109 453 долари (медіана — 98 048). Медіана доходів становила 60 556 доларів для чоловіків та 54 276 доларів для жінок. За межею бідності перебувало 5,2 % осіб, у тому числі 2,8 % дітей у віці до 18 років та 6,3 % осіб у віці 65 років та старших.
Цивільне працевлаштоване населення становило 9231 особа. Основні галузі зайнятості: освіта, охорона здоров'я та соціальна допомога — 24,6 %, роздрібна торгівля — 12,8 %, виробництво — 12,3 %.